# Parafia św. Marii Magdaleny w Elblągu
Parafia św. Marii Magdaleny – parafia prawosławna w Elblągu, w dekanacie Gdańsk, w diecezji białostocko-gdańskiej.
Na terenie parafii funkcjonuje 1 cerkiew:
- cerkiew św. Marii Magdaleny w Elblągu – parafialna

## Wykaz proboszczów
- 1949–1951 – ks. Mikołaj Batalin
- 1951–1953 – ks. Chryzant Jaworski
- 1953–1954 – ks. Eugeniusz Naumow
- 1954–1955 – ks. Eugeniusz Mironowicz
- 1955–1958 – ks. Leonidas Byczuk
- 1958–1964 – ks. Mikołaj Pasternacki
- 1964–1972 – ks. Anatol Szydłowski
- 1972–1982 – ks. Mikołaj Ostapczuk
- 1982–1983 – ks. Igor Chlabicz
- 1983–1985 – ks. Bazyli Ignaciuk
- 1985–1990 – ks. Sławomir Łomaszkiewicz
- 1990–2007 – ks. Sławomir Tomaszuk
- 2007 – ks. Witalis Leończuk
- od 2007 – ks. Marek Antonowicz